# A'Beckett
A'Beckett hoặc à Beckett là một họ. Những nhân vật mang họ này bao gồm:
- Ada Mary à Beckett (1872–1948), giáo sư Úc
- Arthur A'Beckett (1812–1871), bác sĩ phẫu thuật và chính trị gia Úc
- Arthur William à Beckett (1844–1909), nhà báo và trí thức Anh
- Edward a'Beckett (vận động viên cricket, sinh 1836) (1836–1922), vận động viên cricket Úc
- Edward a'Beckett (vận động viên cricket, sinh 1940) (1940–2011), vận động viên cricket Úc
- Gilbert Abbott à Beckett (1811–1856), nghệ sĩ hài Anh
- Gilbert Arthur à Beckett (1837–1891), nhà văn Anh
- Malwyn a'Beckett (1834–1906), vận động viên cricket từng chơi cho Victoria người Úc gốc Anh
- Mary Anne à Beckett (1815–1863), nhà soạn nhạc Anh
- Ted à Beckett (1907–1989), vận động viên cricket Úc
- Sir Thomas à Beckett (1836–1919), luật sư và thẩm phán Úc
- Thomas Turner à Beckett (1808–1892), luật sư và chính trị gia ở Victoria, Úc
- William à Beckett (1806–1869), luật sư Anh và Chánh án đầu tiên của Tòa án Tối cao Victoria
- William Arthur Callendar à Beckett (1833–1901), chính trị gia Úc
- William Channing A'Beckett (1846–1928), chính trị gia Úc